# Oak Hills, Oregon
Oak Hills là một khu thống kê và là một cộng đồng chưa hợp nhất trong quận Washington, tiểu bang Oregon,  Hoa Kỳ. Dân số theo điều tra dân số năm 2000 là 9.050. Nó được xem là một khu cư dân của thành phố Beaverton.

## Địa lý
Oak Hills nằm ở vị trí 45°32′26″B 122°50′29″T / 45,54056°B 122,84139°TĐã đưa tham số không hợp lệ vào hàm {{#coordinates:}} (45.540421, -122.841485)1.
Theo Cục điều tra dân số Hoa Kỳ, khu thống kê này có tổng diện tích 1,5 dặm vuông Anh (4,0 km²), tất cả đều là đất.